# Басов Володимир Павлович

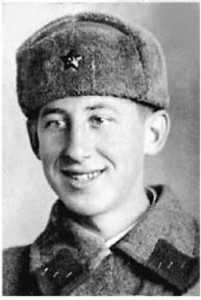
Володимир Басов на фронті

Басов Володимир Павлович (нар. 28 липня 1923 — 17 вересня 1987) — радянський кінорежисер, актор, сценарист. Заслужений діяч мистецтв РРФСР (1964). Народний артист РРФСР (1977). Лауреат Державної премії РРФСР ім. братів Васильєвих (1982). Народний артист СРСР (1983).
Учасник Німецько-радянської війни.

## Життєпис
Володимир Басов народився в місті Уразово Курскої області 28 липня 1923 (У наш час Уразово — селище міського типу у Валуйському районі Бєлгородської області).
1952 закінчив режисерський факультет Всесоюзного державного інституту кінематографії (майстерня М. Ромма і С. Юткевича).
З 1952 — режисер киностудії «Мосфільм».
Як актор кіно дебютував в епізоді фільму «Школа мужності» — 1954.

## Винагороди і досягнення
- Премія за найкращий виховний фільм МКФ в Карлових Варах-54 («Школа мужності»).
- Головний приз у номінації «художній фільм» Всесоюзного кінофестивалю, фільм «Тиша» (1964).
- Заслужений діяч мистецтв РРФСР (1964)
- Народний артист РРФСР (1977)
- Лауреат Державної премії ім. братів Васильєвих за роль у фільмі «Факти минулого дня» (1982).
- Народний артист СРСР (1983).

## Фільмографія

### Акторські роботи
1. 1954 — Школа мужності
2. 1963 — Я крокую по Москві — полотер
3. 1965 — Тридцять три — директор музею
4. 1965 — Операція «И» та інші пригоди Шурика — суворий міліціонер
5. 1966 — Пригода — пасажир-фронтовик
6. 1967 — Фокусник
7. 1968 — Щит і меч — Бруно
8. 1969 — Злочин і кара
9. 1969 — Мости через забуття — відвідувач кафе
10. 1969 — О тринадцятій годині ночі
11. 1970 — Дивний характер
12. 1970 — Біг — Артур Артурович, «Тараканячий царь»
13. 1970 — Карусель — Смичков
14. 1971 — Повернення до життя
15. 1971 — Їхали в трамваї Ільф і Петров
16. 1972 — Небезпечний поворот
17. 1973 — Високе звання
18. 1973 — Дача
19. 1973 — Зовсім безнадійний — папаша
20. 1973 — І на Тихому океані... — начальник станції
21. 1973 — Велика перерва — фотограф
22. 1973 — Чиполліно — Принц Лимон
23. 1973 — Нейлон 100 % — Кірєєв
24. 1974 — Смішні люди! — дьяк Авдієсов
25. 1974 — Братушка — Йоганн, німецький солдат
26. 1975 — Іван і Коломбіна
27. 1975 — Капітан Немо
28. 1975 — Пригоди Буратіно — Дуремар
29. 1975 — Ау-у! — Король
30. 1975 — Крок назустріч — Стрешніков
31. 1975 — Афоня — Володимир Іванович
32. 1975 — Під дахами Монмартра
33. 1976 — Сентиментальний роман
34. 1976 — «Сто грам» для хоробрості... — Ружевський
35. 1976 — Дні Турбіних — Мишлаєвський Віктор Вікторович
36. 1977 — Про Червону Шапочку/Про Красную Шапочку — Худий Вовк
37. 1977 — Ніс/Нос — доктор
38. 1977 — Відкрита книга — батько Тані
39. 1977 — За сімейними обставинами — Едуард Бубукін
40. 1977 — Трясовина
41. 1977 — Сонце, знову сонце
42. 1977 — Міміно — Синицин
43. 1977 — Обмін — Льова
44. 1977 — Сімейні обставини — Андрон
45. 1977 — Чарівний голос Джельсоміно / Волшебный голос Джельсомино — король Джакомон
46. 1978 — Поки божеволіє мрія — Теодор Отсебятніков
47. 1978 — Живіть в радості
48. 1978 — Розклад на післязавтра
49. 1978 — Йшов собака по роялю — Громов
50. 1978 — Пробивна людина
51. 1978 — Нові пригоди капітана Врунгеля — Блок Сайлент
52. 1978 — По вулицях комод водили — контролер
53. 1979 — Чоловіки і жінки
54. 1979 — Пані Марія
55. 1979 — Піна
56. 1979 — Пригоди Електроніка — Стамп, ватажок гангстерів
57. 1979 — Бабусі надвоє сказали...
58. 1979 — Москва сльозам не вірить — Антон
59. 1979 — Клуб самогубців, або Пригоди титулованої особи — инспектор Трентон
60. 1980 — Вечірній лабіринт — шеф
61. 1980 — Тегеран-43
62. 1981 — Факти минулого дня
63. 1981 — Відпустка за свій кошт — дядько Міша
64. 1981 — Жінка в білому — слуга сера Ферлі
65. 1981 — Будьте моїм чоловіком — мокрий
66. 1981 — Сільва — генерал
67. 1982 — Казка мандрів
68. 1982 — Передчуття любові
69. 1982 — Не чекали, не гадали!
70. 1982 — Субота і неділя
71. 1982 — Поки божеволіє мрія
72. 1982 — Будьте моїм чоловіком
73. 1982 — Шукайте жінку — клиент
74. 1982 — Принцеса цирку  — Пеликан
75. 1982 — Терміново... Таємно... Губчека
76. 1983 — Комета
77. 1983 — Трест, що луснув
78. 1984 — Час і сім'я Конвей
79. 1984 — Через всі роки

### Режисерські роботи
1. 1953 — Нахлібник (телеспектакль, у співавт.)
2. 1954 — Школа мужності (у співавт.)
3. 1955 — Крах емірату (у співавт.)
4. 1956 — Перші радощі
5. 1957 — Незвичайне літо
6. 1957 — Випадок на шахті вісім
7. 1959 — Життя пройшло повз
8. 1959 — Золотий дім
9. 1961 — Битва в дорозі
10. 1963 — Тиша
11. 1964 — Заметіль
12. 1968 — Щит і меч
13. 1972 — Небезпечний поворот
14. 1972 — Повернення до життя
15. 1973 — Нейлон 100 %
16. 1976 — Дні Турбіних
17. 1981 — Факти минулого дня
18. 1984 — Час і сім'я Конвей
19. 1986 — Сім криків в океані

### Сценарист
1. 1963 — Тиша (у співавт.)
2. 1964 — Заметіль
3. 1968 — Щит і меч (у співавт.)
4. 1972 — Небезпечний поворот
5. 1972 — Повернення до життя (у співавт.)
6. 1973 — Нейлон 100 % (у співавт.)
7. 1976 — Дні Турбіних
8. 1981 — Факти минулого дня (у співавт.)
9. 1984 — Час і сім'я Конвей

## Сім'я
- дружина Макагонова Роза Іванівна — акторка.
- дружина Фатєєва Наталія Миколаївна — акторка.
  - син Басов Володимир Володимирович — радянський і російський актор, кінорежисер, сценарист, продюсер, заслужений діяч мистецтв Російської Федерації (2007).
- дружина Титова Валентина Антипівна — акторка.
  - син Олександр — радянський і російський актор і кінорежисер.
  - дочка Єлизавета — танцюристка.